# Filipe Luís
Filipe Luís Kasmirski (* 9. srpna 1985), známý jako Filipe Luís, je bývalý brazilský fotbalista , který hrál na pozici levého obránce.
Hráč s neúnavným přístupem hrál většinu své profesionální kariéry ve Španělsku, počínaje v Deportivo de La Coruña, kde strávil čtyři sezóny. V roce 2010 přestoupil do Atlético Madrid, se kterým vyhrál několik trofejí včetně La Ligy. V červenci 2014 přestoupil do Chelsea za 15.8 milionů liber a pomohl jim vyhrát League Cup a Premier League, ale o rok později se vrátil do Atletica. Od roku 2019 působí ve Flamengu.
Filipe Luís debutoval za Brazílii v roce 2009 a od té doby vyhrál roce 2013 Konfederační Pohár FIFA na domácí půdě, a reprezentoval na Copa América 2015.

## Klubová kariéra

### Počátky
Filipe Luís se narodil v Jaraguá do Sul, Santa Catarina. Přichází z Figueirense jako ofenzivní záložník, poprvé okusil evropský fotbal v Ajaxu v roce 2004, ale celý rok strávil v juniorce Ajaxu. Dvakrát byl povolán do A-týmu, pro ligový zápas proti FC Den Bosch, a pro zápasu Poháru UEFA proti AJ Auxerre, ale oba zápasy zůstal na lavičce. I přesto, že nikdy nehrál zápas za první tým Ajaxu, nizozemský klub mu pomohl naučit se taktické aspekty hry, stejně jako pomáhat jeho rozvoji tím, že trénoval s hráči, jako je Rafael van der Vaart a Wesley Sneijder.
Po odchodu z Ajaxu byl Filipe Luís zaevidován pod Rentistas, uruguayským klubem, který má partnerství s jeho agentem Juanem Figerem. V srpnu 2005 Filipe Luís odešel na hostování do Realu Madrid. Většinu sezony strávil v B-týmu v Segunda División.

### Deportivo La Coruña

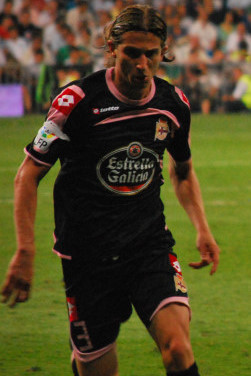
Filipe Luís za Deportivo v La Lize proti Realu Madrid (2009)

V srpnu 2006 Filipe Luís odešel na hostování do Deportiva de La Coruña s výstupní klauzulí 2,2 milionu dolarů. Ve své první sezoně nedostal mnoho příležitostí, jeho hostování ale i tak bylo prodlouženo o rok.
Dne 10. června 2008, Filipe Luís byl zakoupen a podepsal smlouvu na pět let. Během své debutové sezóny jako hráč Deportiva byl jediným hráčem v La Lize, který se objevil ve všech 38 ligových zápasech.
Dne 23. ledna 2010 v ligovém zápase proti Athleticu Bilbao, Filipe Luís utrpěl strašné zranění pravé lýtkové kosti poté, co mu brankář protivníka, Gorka Iraizoz, přistál na noze. V té době odehrál všechny zápasy a minut v průběhu ligy, a Deportivo bylo na čtvrtém místě v tabulce. Úžasně se vrátil do akce o pouhé čtyři měsíce později, když se objevil v druhé polovině zápasu doma proti Mallorce. Galicijský klub nakonec skončil na desáté pozici.

### Atlético Madrid

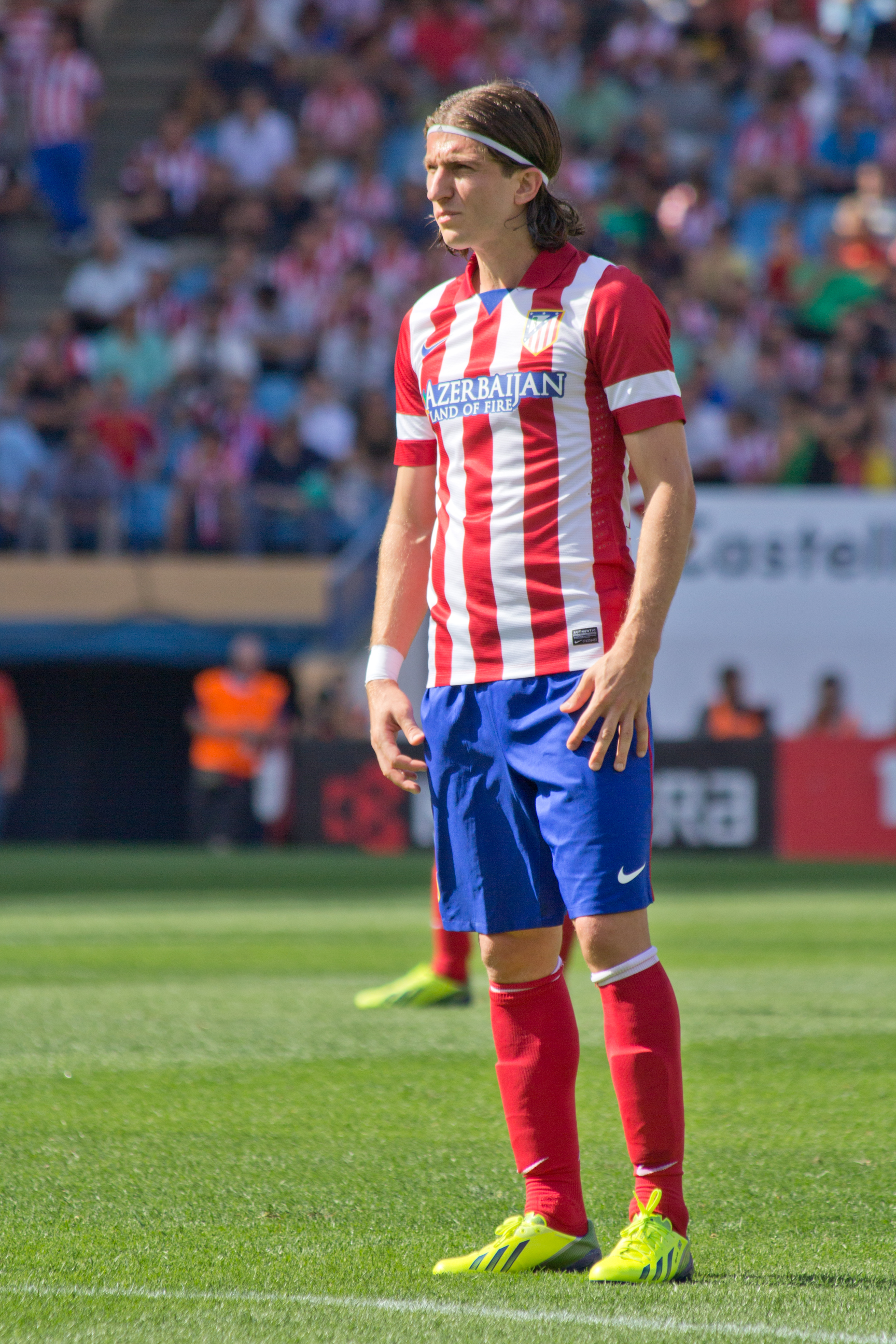
Filipe Luís za Atlético Madrid v La Lize proti Almeríi (14. září 2013)

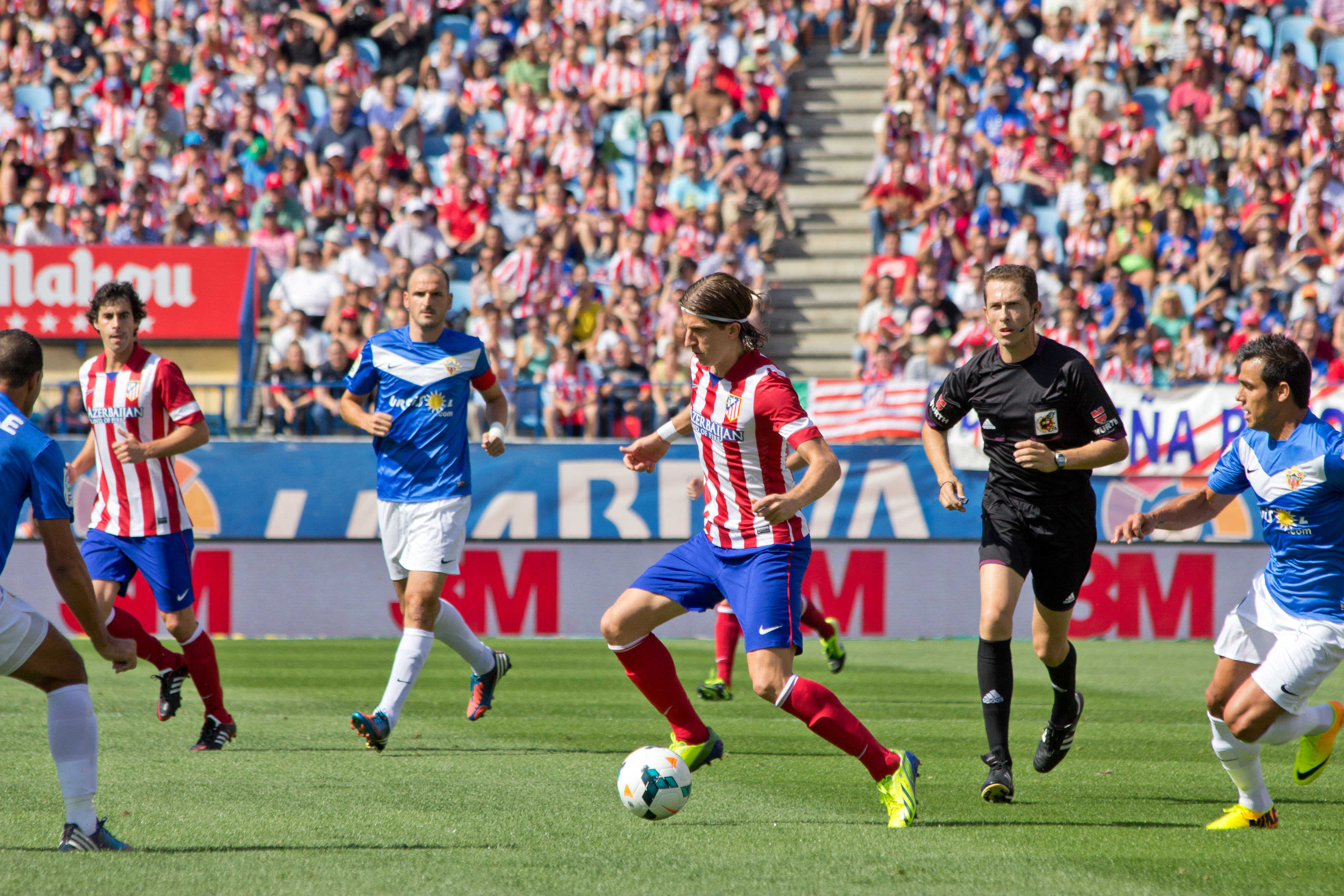
Filipe Luís za Atlético Madrid

Dne 23. července 2010 Filipe Luís podepsal na pět let s Atléticem Madrid za nezveřejněnou částku, uvádí se, že dosáhla 12 nebo 13,5 milionu euro. Jeho oficiální debut přišel 26. září doma proti Realu Zaragoza, kde připravil jediný gól utkání Diegu Costovi.
Dne 10. dubna 2011 zaznamenal svůj první gól za Atlético domácím vítězství nad Realem Sociedad. Dne 17. ledna 2013 Filipe Luis vstřelil druhý gól Real Betis v Copa del Rey. Hrál také celých 90 minut ve finále proti Realu Madrid, který skončil výhrou 2:1 na stadionu Santiago Bernabéu.
Luís poprvé hrál v Lize mistrů UEFA v sezoně 2013-14. Během ligy byl součástí hvězdné obrany, která připustila pouze 26 gólů v 38 zápasech a Atlético vyhrálo ligový titul poprvé po 18 letech. Kromě toho, hrál v deseti soutěžních v Lize mistrů, včetně finálové porážky 1:4 s Realem Madrid v Lisabonu.
Za své úsilí ve své finální sezóně byl nominován jako nejlepší obránce v La Lize, vedle spoluhráče Mirandy a Sergia Ramose z Realu Madrid.

### Chelsea
Dne 16. července 2014, se Chelsea a Atlético dohodli na přestupu Luíse za 15,8 milionu liber. Hráč nakonec podepsal tříletou smlouvu. O přestupu řekl: "Tento krok je pro mě splněným snem. Nyní mám možnost hrát za Chelsea a také v Premier League. Jsem velmi šťastný a těším se až začnu a budu ze sebe dávat vše pro tým během nadcházejících sezónách."

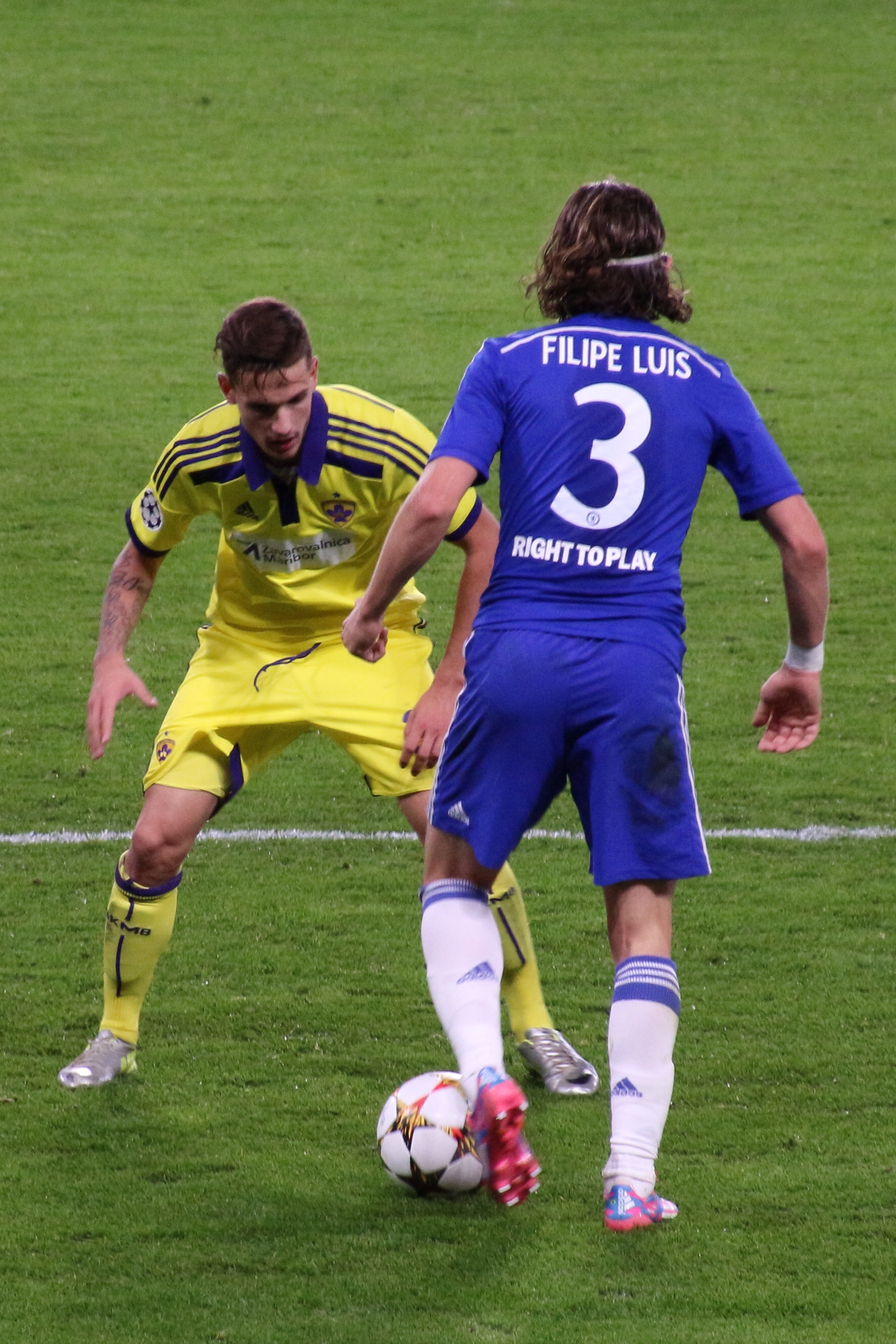
Filipe Luís v akci za Chelsea proti Mariboru v roce 2014

Filipe Luís debutoval v předsezónním přátelském utkání proti Wolfsbergeru AC 23. července 2014. Jeho číslo dresu bylo potvrzeno jako 3 jako náhrada za Ashleyho Colea, který přestoupil do italského AS Řím těsně před příchodem Luíse. V prvním ligovém zápase sezony, venku proti Burnley, Filipe Luís byl nevyužitým náhradníkem, s Césarem Azpilicuetou na jeho pozici. Filipe Luís vyjádřil spokojenost být na druhém místě za Azpilicuetou, kdyby Chelsea hrála dobře, a srovnával svoji situaci v týmu se zkušeným brankářem Petrem Čechem, který byl na střídačce, když ho nahradil Thibaut Courtois.
Luís debutoval v Chelsea ve třetím ligovém zápase, když odehrál posledních sedm minut proti Evertonu. Ve startovní jedenáctce začal poprvé 17. září v utkání s Schalke v 1. kole základní skupiny Ligy mistrů. Když byl Azpilicueta vykartovaný, Luís se dostal do startovní 11 v utkání Premier League 26. října proti Manchesteru United.
Jediný gól za Chelsea přišel dne 16. prosince 2014 v utkání League Cupu proti Derby County. Azpilicueta avšak odehrál finále turnaje, ve kterém Chelsea porazila Tottenham 2:0. Trenér Chelsea José Mourinho 21. července potvrdil, že Filipe Luís opustí Stamford Bridge po pouhém jednom roce.

### Návrat do Atlética Madrid
Dne 28. července 2015, Filipe Luís přestoupil zpátky Atlético Madrid na čtyřletý kontrakt za neznámou částku. Návrat do týmu odehrál 22. srpna v utkání s Las Palmas. První gól vstřelil 17. ledna právě proti Las Palmas. Třináct dní potom obdržel červenou kartu v prvním poločase v utkání s Barcelonou po faulu na Lionela Messiho, a jeho spoluhráč Diego Godín později také obdržel červenou.

## Mezinárodní kariéra

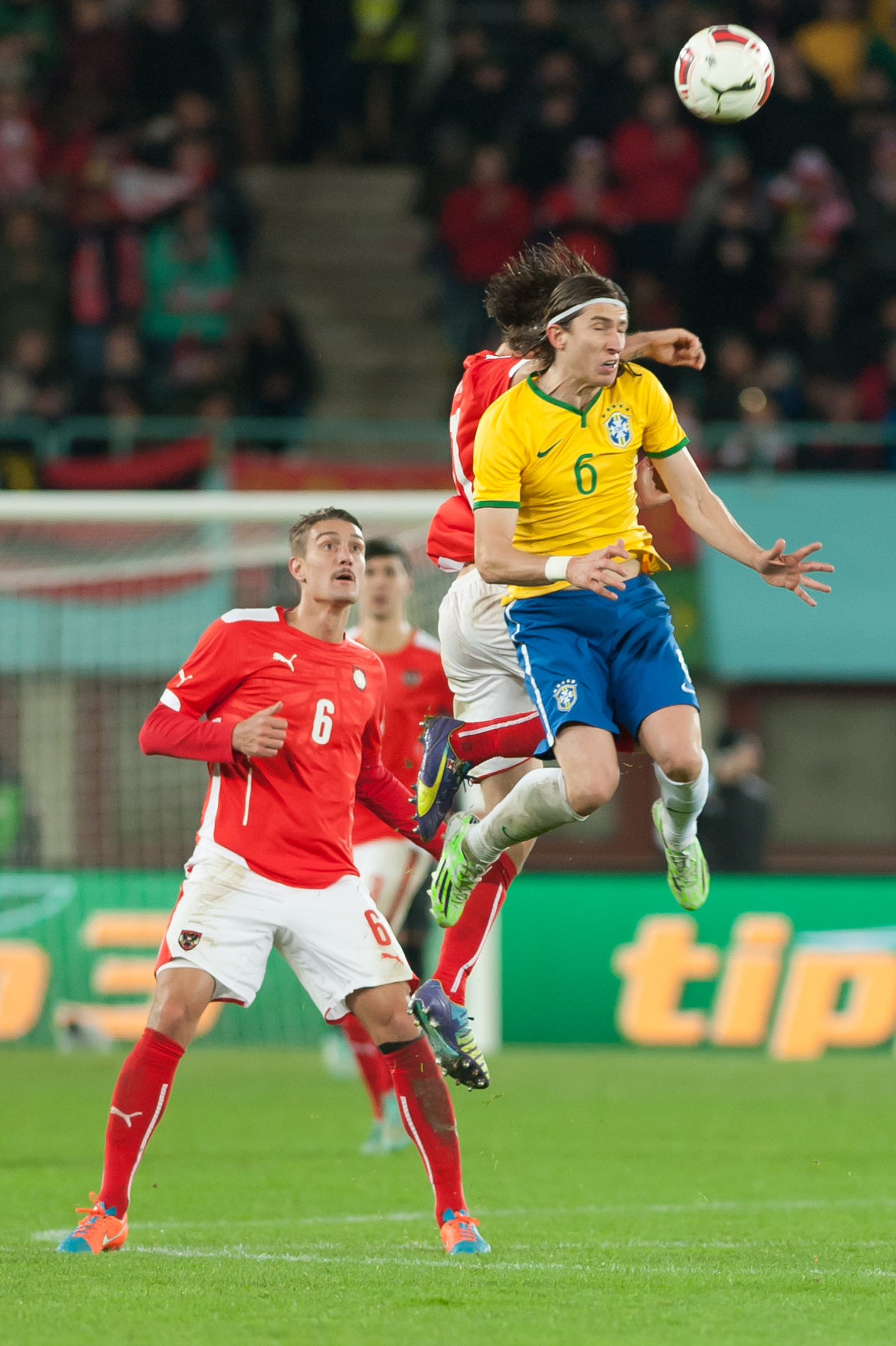
Filipe Luís v akci proti Rakousku v roce 2014

Dne 7. srpna 2009, byl Luís povolán poprvé do reprezentace, kde nahradil zraněného Marcela v přátelském utkání proti Estonsku. Filipe Luís nicméně neopustil lavičku náhradníků.
Filipe Luís debutoval za Seleção v kvalifikaci na Mistrovství světa ve fotbale proti Venezuele, dne 15. října 2009. Byl vybrán do brazilského týmu na Konfederační pohár FIFA 2013, který se hrál na domácí půdě, i když do hry během soutěže nenastoupil. Byl jedním ze sedmi náhradníků pro Mistrovství Světa 2014.
Dne 17. listopadu 2015, Luís vstřelil svůj první gól za Brazílii v zápase proti Peru v kvalifikaci na Mistrovství světa ve fotbale 2018.

## Osobní život
Všichni čtyři Luísovi prarodiče byli evropští imigranti, kteří přišli do Santa Catariny; jeho pradědeček opustil Polsko během druhé světové války. Má také italské předky.
V roce 2014 se Luísovi narodilo druhé dítě, dcera jménem Sara. Má také syna Tiaga.

## Mezinárodní statistiky
| Brazílie | Brazílie | Brazílie | Brazílie |
| Rok      | Zápasy   | Góly     |          |
| -------- | -------- | -------- | -------- |
| 2009     | 1        | 0        |          |
| 2010     | 0        | 0        |          |
| 2011     | 0        | 0        |          |
| 2012     | 0        | 0        |          |
| 2013     | 3        | 0        |          |
| 2014     | 6        | 0        |          |
| 2015     | 11       | 1        |          |
| 2016     | 7        | 1        |          |
| 2017     | 1        | 0        |          |
| Celkem   | 29       | 2        |          |

### Mezinárodní góly
| Cílem | Datum              | Místo konání                                  | Soupeř  | Skóre | Výsledek | Soutěž                            |
| ----- | ------------------ | --------------------------------------------- | ------- | ----- | -------- | --------------------------------- |
| 1.    | 17. listopadu 2015 | Itaipava Arena Fonte Nova, Salvador, Brazílie | Peru    | 3-0   | 3-0      | Kvalifikace na MS ve fotbale 2018 |
| 2     | 6. října 2016      | Arena das Dunas, Natal, Brazílie              | Bolívie | 3-0   | 5-0      | Kvalifikace na MS ve fotbale 2018 |

## Individuální ocenění
- Tým sezony La Ligy: 2013-14
- Nejlepší jedenáctka podle ESM – 2015/16[43]
- UEFA La Liga tým roku: 2016-17[44]